# Брейсвілл (Іллінойс)
Брейсвілл (англ. Braceville) — селище (англ. village) в США, в округах Вілл і Ґранді штату Іллінойс. Населення — 724 особи (2020).

## Географія
Брейсвілл розташований за координатами 41°13′25″ пн. ш. 88°16′20″ зх. д. / 41.22361° пн. ш. 88.27222° зх. д. (41.223488, -88.272114).  За даними Бюро перепису населення США в 2010 році селище мало площу 7,43 км², з яких 7,27 км² — суходіл та 0,17 км² — водойми. В 2017 році площа становила 8,64 км², з яких 8,39 км² — суходіл та 0,25 км² — водойми.

## Демографія
Згідно з переписом 2010 року, у селищі мешкали 793 особи в 298 домогосподарствах у складі 217 родин. Густота населення становила 107 осіб/км².  Було 317 помешкань (43/км²).
Расовий склад населення:
| - 95,7 % — білих - 0,4 % — вихідців з тихоокеанських островів - 0,4 % — корінних американців - 0,4 % — чорних або афроамериканців - 1,3 % — осіб інших рас |

До двох чи більше рас належало 1,9 %. Частка іспаномовних становила 3,2 % від усіх жителів.
За віковим діапазоном населення розподілялося таким чином: 26,6 % — особи молодші 18 років, 62,6 % — особи у віці 18—64 років, 10,8 % — особи у віці 65 років та старші. Медіана віку мешканця становила 37,0 року. На 100 осіб жіночої статі у селищі припадало 109,8 чоловіків;  на 100 жінок у віці від 18 років та старших — 102,1 чоловіків також старших 18 років.
Середній дохід на одне домашнє господарство  становив 63 359 доларів США (медіана — 56 023), а середній дохід на одну сім'ю — 66 731 долар (медіана — 56 705). Медіана доходів становила 52 500 доларів для чоловіків та 25 903 долари для жінок. За межею бідності перебувало 15,3 % осіб, у тому числі 21,3 % дітей у віці до 18 років та 8,1 % осіб у віці 65 років та старших.
Цивільне працевлаштоване населення становило 351 осіб. Основні галузі зайнятості: транспорт — 16,5 %, виробництво — 16,2 %, освіта, охорона здоров'я та соціальна допомога — 14,5 %.